# 開掌紀念碑
開掌紀念碑（Open Hand Monument）是在印度昌迪加尔的一個結構體，由當代建築師勒·柯比意興建。勒·柯比意有許多以打開的手掌為主題的雕塑，這是其中尺寸最大的一個， 高26公尺。開掌紀念碑座落在昌迪加尔Capitol Complex的第一區。

## 概念
打開手掌的概念是勒·柯比意建築中反覆出現的主題之一，他認為打開手掌的概念代表「和平與和解，可以自由的給予及接受」，呈現了概念上的給與取。

## 特點
開掌紀念碑高26（85英尺），下方有截面12.5乘9（41乘30英尺）的開口。金屬的風向標是架在混凝土平台上，高14（46英尺），重50噸，外形像是正在飛的鳥。雕塑部份是在Bhakra Nangal 管理委員會在Nangal的工作室用用金屬板手工鑄造。風向標的表面有包覆拋光的鋼材，下方有滾珠軸承，讓開掌紀念碑可以因為風而轉動。

## 書目
- Sharma, Sangeet. . A3 foundation. 26 September 2010. ISBN 978-81-8247-245-7.
- Betts, Vanessa; McCulloch, Victoria. . Footprint Travel Guides. 10 February 2014. ISBN 978-1-909268-75-3.